# Henry Fox-Strangways, II conte di Ilchester
Henry Thomas Fox-Strangways, II conte di Ilchester (10 agosto 1747 – 5 settembre 1802), è stato un nobile e politico inglese.

## Biografia
Ilchester era il figlio maggiore di Stephen Fox-Strangways, I conte di Ilchester, e di sua moglie, Elizabeth Horner. Henry Fox, I barone Holland, era suo zio. 

## Carriera
Fu eletto alla Camera dei Comuni per Midhurst insieme al cugino Charles James Fox (1768-1774). Due anni dopo succedette a suo padre come conte di Ilchester e prese posto nella Camera dei lord.
Informazioni dettagliate sulla famiglia e sulla famiglia di Ilchester sopravvivono nei diari e nella corrispondenza pubblicate da Agnes Porter, una governante, nata in Scozia, delle sue numerose figlie (1784-1797). La precedente governante della famiglia era stata Jane Gardiner, un'amica d'infanzia di Mary Wollstonecraft.

## Matrimoni

### Primo Matrimonio
Sposò, il 20 agosto 1772, Mary Theresa O'Grady (1755-14 giugno 1790), figlia di Standish O'Grady. Ebbero sei figli:
- Lady Mary Lucy Fox-Strangways (?-3 febbraio 1855), sposò Thomas Talbot, ebbero due figli;
- Lady Charlotte Anne Fox-Strangways (?-27 maggio 1826), sposò Sir Charles Lemon, II Baronetto, ebbero un figlio;
- Lady Elizabeth Theresa Fox-Strangways (?-12 marzo 1846), sposò in prime nozze William Talbot, ebbero un figlio, e in seconde nozze Charles Feilding, ebbero due figlie;
- Lady Harriot Fox-Strangways (?-6 agosto 1844), sposò James Frampton, non ebbero figli;
- Lady Louisa Emma Fox-Strangways (27 giugno 1785-3 aprile 1851), sposò Henry Petty-Fitzmaurice, III marchese di Lansdowne, ebbero quattro figli;
- Henry Fox-Strangways, III conte di Ilchester (21 febbraio 1787-3 gennaio 1858).

### Secondo Matrimonio
Sposò, il 28 agosto 1794, Maria Digby (?-23 settembre 1842), figlia del reverendo William Digby. Ebbero tre figli:
- William Fox-Strangways, IV conte di Ilchester (7 maggio 1795-10 gennaio 1865);
- Giles Digby Robert Fox-Strangways (26 maggio 1798-12 febbraio 1827);
- John George Charles Fox-Strangways (6 febbraio 1803-8 settembre 1859), sposò Amelia Barbara Marjoribanks, ebbero due figli.